# 20 februari
20 februari är den 51:a dagen på året i den gregorianska kalendern. Det återstår 314 dagar av året (315 under skottår).

## Namnsdagar

### I den svenska almanackan
- Nuvarande – Vivianne
- Föregående i bokstavsordning
  - Eukarius – Namnet fanns, till minne av en biskop i Orléans på 700-talet, även i formen Eucherius, på dagens datum före 1901, då det utgick.
  - Haldis – Namnet infördes på dagens datum 1986, men utgick 1993.
  - Haldo – Namnet gick samma väg som Haldis, genom att införas på dagens datum 1986, men utgå 1993.
  - Hulda – Namnet infördes på dagens datum 1901. 1993 flyttades det till 21 februari och 2001 till 8 september.
  - Rasmus – Namnet infördes 1986 på 27 augusti. 1993 flyttades det till dagens datum och 2001 till 26 oktober.
  - Ruben – Namnet infördes 1986 på 7 juni. 1993 flyttades också det till dagens datum, men flyttades 2001 till 17 maj.
  - Vivianne – Namnet infördes 1986, men då på 29 oktober. 1993 flyttades det till 5 maj och 2001 till dagens datum.
- Föregående i kronologisk ordning
  - Före 1901 – Eukarius eller Eucherius
  - 1901–1985 – Hulda
  - 1986–1992 – Hulda, Haldis och Haldo
  - 1993–2000 – Rasmus och Ruben
  - Från 2001 – Vivianne
- Källor
  - Brylla, Eva (red.): Namnlängdsboken, Norstedts ordbok, Stockholm, 2000. ISBN 91-7227-204-X
  - af Klintberg, Bengt: Namnen i almanackan, Norstedts ordbok, Stockholm, 2001. ISBN 91-7227-292-9

### Finlandssvenska almanackan
- Nuvarande från 1989[1] – Ragnborg
- I föregående revideringar[a][2]
  - 1929–1949 – Hulda
  - 1950–1988 – Tove

## Händelser

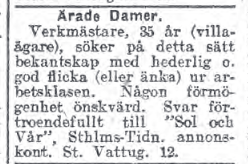
Kontaktannons från 20 februari 1920.

- 1472 – Den dansk-norske kungen Kristian I pantsätter Orkney- och Shetlandsöarna utanför Skottlands kust till den skotske kungen Jakob III. Ögrupperna har tillhört Norge sedan 800-talet, men då Kristian har ont om pengar överlämnar han öarna som säkerhet för sin dotter Margaretas hemgift, sedan hon 1469 har gift sig med Jakob. Öarna ska förbli i skotsk ägo tills hemgiften är betald, men eftersom pengarna aldrig kommer att erläggas kommer öarna i och med detta att förbli skotska och därmed upphör de sista resterna av de vikingatida norska besittningarna på brittiska öarna.
- 1513 – Vid den dansk-norske kungen Hans död efterträds han som kung i båda länderna av sin son Kristian II. Sedan Hans blev avsatt som svensk kung 1501 har han försökt återta den svenska tronen och Kristian övertar anspråken på den. Först 1520 lyckas han dock göra sig till kung även av Sverige.[3]
- 1636 – Den svenske rikskanslern Axel Oxenstierna utfärdar förordningarna Om Post-Bådhen, Beställning för Postmästaren Anders Wechell samt Beställning för Oluff Jönsson att resa omkring landet och förordna Posterne, vilka blir grunden till det svenska Postverket. Redan 1620 har en postlinje inrättats på sträckan Stockholm–Markaryd–Hamburg, men nu åläggs en del bönder (mot skattefrihet) att låta sina drängar befordra post mellan de större städerna i det svenska riket. Redan 1685 är den svenska postorganisationen utbyggd med postmästare och -ryttare, så att det finns postlinjer över hela Sverige, upp till Torneå i norr, Nyen (nuvarande S:t Petersburg) i öst, Stettin i Svenska Pommern i syd och Hamburg i väst.[4]
- 1878 – Sedan Pius IX har avlidit den 7 februari väljs Vincenzo Gioacchino Raffaele Luigi Pecci till påve och tar namnet Leo XIII.
- 1920 – Bedragaren Karl Vesterberg sätter in en kontaktannons i Stockholms-Tidningen, vilket ger upphov till begreppet sol-och-vårande.
- 1928 – En telefonlinje mellan Sverige och USA öppnas officiellt. Det första samtalet mellan Stockholm och New York har dock utväxlats redan den 29 november året före.
- 1935 – Dansk-norskan Caroline Mikkelsen blir den första kvinnan som landstiger i Antarktis. Detta sker över 100 år efter den första landstigningen på kontinenten (1821).
- 1962 – John Glenn blir den förste amerikanen att flyga i omloppsbana runt jorden då han i kapseln Friendship 7 färdas tre varv runt jorden. Detta sker nästan ett år efter att konkurrenten Sovjetunionen har skickat upp Jurij Gagarin, som den 12 april året före blev den första människan i rymden.
- 1990 – Knappt tre och en halv månad efter att Berlinmuren har öppnats (9 november året före) är hela mursträckan mellan Berlins gamla riksdagshus och gränsövergången Checkpoint Charlie nerriven.
- 2002 – Under en kvartsfinal i ishockey under årets vinter-OS i amerikanska Salt Lake City mellan Sverige och Vitryssland skjuter vitryske spelaren Vladimir Kopat ett skott från halva planen. Pucken studsar på svenske Tommy Salos axel och glider sedan in i mål. I och med detta blir ställningen 4–3 till Vitryssland och under matchens få återstående minuter ändras inte läget, varför Sverige förlorar kvartsfinalen och därmed är ute ur ishockeytävlingen.
- 2009 – Den amerikanske programledaren Conan O’Brien leder sitt sista avsnitt av pratshowen Late Night with Conan O'Brien på tv-kanalen NBC, vilken han har övertagit från David Letterman 1993. Efter en tids vila övertar han den 1 juni samma år den legendariska pratshowen The Tonight Show från Jay Leno. Efter konflikter med NBC lämnar O'Brien serien redan den 22 januari året därpå, efter endast sju månader som programledare. Jay Leno tar åter över programledarskapet den 1 mars samma år.

## Födda
- 1753 – Louis Alexandre Berthier, furste av Wagram, marskalk av Frankrike
- 1754 – Stephen R. Bradley, amerikansk demokratisk-republikansk politiker, senator för Vermont 1791–1795 och 1801–1813
- 1792 – Émile Deschamps, fransk poet
- 1816 – Anders Jönsson, svensk direktör och riksdagsman
- 1820 – Mahlon Dickerson Manson, amerikansk demokratisk politiker och militär, kongressledamot 1871–1873
- 1829 – Odo Russell, brittisk diplomat
- 1855 – John Börjeson, svensk lektor
- 1878 – Henry B. Goodwin, tysk-svensk fotograf
- 1886 – Béla Kun, ungersk kommunistisk politiker
- 1888 – Marie Rambert, polsk-brittisk ballerina
- 1899 – Hulusi Behçet, turkisk dermatolog
- 1901 – Muhammad Naguib, egyptisk general, Egyptens president 1953–1954 och 27 februari–14 november 1954
- 1902 – Ansel Adams, amerikansk fotograf
- 1904 – Herbert Brownell, amerikansk republikansk politiker, USA:s justitieminister 1953–1957
- 1905 – Jascha Golowanjuk, svensk författare
- 1906 – Gale Gordon, amerikansk skådespelare
- 1908 – Seymour Österwall, svensk jazzmusiker, tenorsaxofonist, orkesterledare och kompositör
- 1915 – Thomas J. McIntyre, amerikansk demokratisk politiker, senator för New Hampshire 1962–1979
- 1916 – Mia Čorak Slavenska, kroatisk ballerina
- 1917 – Gustaf von Platen, svensk journalist och författare
- 1918 – Vera Valdor, svensk skådespelare
- 1923 – Forbes Burnham, guyansk politiker, Guyanas president 1980–1985
- 1925
  - Robert Altman, amerikansk regissör
  - Alex La Guma, sydafrikansk författare och politiker
- 1927 – Sidney Poitier, amerikansk skådespelare, regissör och producent
- 1928
  - Stellan Skantz, svensk skådespelare och inspicient
  - Jean Kennedy Smith, amerikansk diplomat
- 1929 – Amanda Blake, amerikansk skådespelare
- 1931 – Margareta Hallin, svensk operasångare, skådespelare och tonsättare
- 1936
  - Roy Beggs, brittisk parlamentsledamot för Ulster Unionist Party 1983–2005
  - Kerstin Widgren, svensk skådespelare
- 1937 – Robert Huber, tysk kemist, mottagare av Nobelpriset i kemi 1988
- 1938 – Richard Beymer, amerikansk skådespelare
- 1941 – Buffy Sainte-Marie, kanadensisk sångare
- 1942
  - Phil Esposito, kanadensisk ishockeyspelare
  - Mitch McConnell, amerikansk politiker, senator för Kentucky 1985– och majoritetsledare i senaten 2015–2021
- 1943 – Mike Leigh, brittisk regissör och författare av teaterpjäser, tv-pjäser och filmer
- 1945
  - Lena Johannesson, svensk professor i konstvetenskap
  - George F. Smoot, amerikansk fysiker, mottagare av Nobelpriset i fysik 2006
- 1947 – Peter Strauss, amerikansk skådespelare
- 1948 – Jennifer O'Neill, amerikansk skådespelare
- 1949 – Ivana Trump, tjeckisk-amerikansk skådespelare och affärskvinna
- 1950 – Tony Wilson, brittisk skivbolagsdirektör, tv- och radioprogramledare, nattklubbsägare, impressario och journalist
- 1951 – Gordon Brown, brittisk Labourpolitiker, Storbritanniens finansminister 1997–2007 och premiärminister 2007–2010
- 1955 – Klas Östergren, svensk författare och manusförfattare, ledamot av Svenska Akademien 2014–2018
- 1957 – Glen Hanlon, kanadensisk ishockeytränare, förbundskapten för Slovakiens ishockeylandslag
- 1960 – Kjell Lövbom, svensk musiker, gitarrist i gruppen Europe 1986–1992 med artistnamnet Kee Marcello
- 1963 – Charles Barkley, amerikansk basketspelare
- 1964 – French Stewart, amerikansk skådespelare
- 1966 – Cindy Crawford, amerikansk fotomodell
- 1967
  - Kurt Cobain, amerikansk musiker, sångare i grungebandet Nirvana
  - Lili Taylor, amerikansk skådespelare
- 1969 – Mohammad Khakpour, iransk fotbollsspelare och -tränare
- 1970 – Alain Deloin, fransk porrskådespelare
- 1971 – Jari Litmanen, finländsk fotbollsspelare
- 1972
  - Kheaven Brereton, kanadensisk musiker med artistnamnet k-os
  - Aksel Morisse, svensk skådespelare
- 1975 – Brian Littrell, amerikansk musiker, medlem i gruppen Backstreet Boys
- 1978 – Jay Hernandez, amerikansk skådespelare
- 1984 – Trevor Noah, sydafrikansk komiker och programledare
- 1985 – Julia Volkova, rysk sångare i duon Tatu
- 1988
  - Josefine Jinder, svensk sångare och skribent, även känd som Little Jinder
  - Robyn Rihanna Fenty, barbadisk sångare med artistnamnet Rihanna
- 2000 – Josh Sargent, amerikansk fotbollsspelare
- 2003 – Olivia Rodrigo, amerikansk sångare och skådespelare
- 2014 – Leonore, svensk prinsessa, dotter till prinsessan Madeleine och Chris O'Neill

## Avlidna
- 922 – Theodora, bysantinsk kejsarinna
- 1054 – Jaroslav I av Kiev, ca 76, storfurste av Kievrus, furste av Novgorodriket
- 1245 – Styrmer Kåresson, isländsk lagsagoman (född omkring 1170-talet)
- 1429 – Giovanni di Bicci de' Medici, 69, italiensk bankir
- 1431 – Martin V, 62, född Oddone Colonna, påve sedan 1417
- 1437 – Jakob I, 42, kung av Skottland sedan 1406 (död denna eller nästa dag)
- 1513 – Hans, 58, kung av Danmark sedan 1481, av Norge sedan 1483 och av Sverige 1497–1501
- 1562 – Janet Stewart, 59, skotsk guvernant, älskarinna till Henrik II av Frankrike
- 1664 – Corfitz Ulfeldt, 57, tysk diplomat och riksgreve
- 1685 – Sofia Amalia av Braunschweig-Lüneburg, 56, Danmarks och Norges drottning 1648–1670 (gift med Fredrik III)
- 1734 – Giacomo Ciolli, italiensk arkitekt
- 1778 – Laura Bassi, 66, italiensk fysiker
- 1790 – Josef II, 48, tysk-romersk kejsare sedan 1765
- 1810 – Nils Philip Gyldenstolpe, 76, svensk ämbetsman, landshövding i Gävleborgs län 1773–1781, ledamot av Svenska Akademien sedan 1789
- 1856 – Carl David Skogman, 69, svensk ämbetsman och statssekreterare, president i Kommerskollegium sedan 1833, ledamot av Svenska Akademien sedan 1847
- 1859 – Emilio Dandolo, 28, italiensk patriot och militär
- 1862 – Francisco Balagtas, 73, filippinsk poet
- 1893 – P.G.T. Beauregard, 74, amerikansk militär
- 1895 – Frederick Douglass, 77, amerikansk politiker
- 1903 – Gotthard Werner, 65, svensk konstnär och historiemålare
- 1907 – Henri Moissan, 54, fransk kemist, mottagare av Nobelpriset i kemi 1906
- 1912 – Rudolf Gagge, 77, svensk bankdirektör och tecknare
- 1916 – Klas Pontus Arnoldson, 71, svensk publicist och riksdagsledamot, grundare av Svenska freds- och skiljedomsföreningen, mottagare av Nobels fredspris 1908
- 1920 – Robert Edwin Peary, 63, nordamerikansk mariningenjör och upptäcktsresande, den förste som nådde nordpolen
- 1922 – John F. Shafroth, 67, amerikansk politiker, guvernör i Colorado 1909–1913
- 1932 – Karolina Matilda av Holstein-Augustenburg, 72, prinsessa av Schleswig-Holstein-Sonderburg-Augustenburg
- 1936
  - Georges Vacher de Lapouge, 81, fransk antropolog
  - Jean-Jacques Winders, 86, belgisk arkitekt
- 1939 – Jon Munch-Petersen, 65, dansk vattenbyggnadsingenjör och professor
- 1942 – Annie Vivanti, 75, italiensk författare
- 1948 – Robert P. Lamont, 80, amerikansk politiker och affärsman, USA:s handelsminister 1929–1932
- 1953 – Vilhelmas Storosta, 84, litauisk filosof och författare med pseudonymen Vydūnas
- 1958 – Dwight H. Green, 61, amerikansk republikansk politiker, guvernör i Illinois 1941–1949
- 1959 – Otto Bartning, 75, tysk arkitekt
- 1963 – Ferenc Fricsay, 48, ungersk-österrikisk dirigent
- 1964 – John Botvid, 74, svensk skådespelare, komiker och revyförfattare
- 1966 – Chester W. Nimitz, 80, amerikansk amiral
- 1972 – Maria Goeppert-Mayer, 65, tysk-amerikansk fysiker, mottagare av Nobelpriset i fysik 1963
- 1973 – Martin Ericsson, 81, svensk skådespelare
- 1975 – Vegard Hall, 75, norsk skådespelare
- 1976
  - René Cassin, 88, fransk jurist och domare, mottagare av Nobels fredspris 1968
  - Kathryn Kuhlman, 68, amerikansk predikant
- 1980 – Alice Roosevelt Longworth, 96, amerikansk skribent och kolumnist
- 1985 – Lindorm Liljefors, 75, svensk konstnär
- 1988 – Heikki Konttinen, 77, finländsk skulptör
- 1993 – Ferruccio Lamborghini, 76, italiensk ingenjör, företagsledare, fordons- och helikopterkonstruktör
- 1996
  - Birgit Johannesson, 74, svensk skådespelare
  - Audrey Munson, 104, amerikansk skådespelare
- 1999
  - Lotti van der Gaag, 75, nederländsk skulptör och målare
  - Sarah Kane, 28, brittisk dramatiker
- 2001
  - Rosemary DeCamp, 90, amerikansk skådespelare
  - Donella Meadows, 59, amerikansk miljöforskare
  - Charles Trenet, 87, fransk vissångare
- 2005
  - Sandra Dee, 62, amerikansk skådespelare och sångare
  - John Raitt, 88, amerikansk sångare
  - Hunter S. Thompson, 67, amerikansk författare och journalist
- 2007 – Ulla Akselson, 82, svensk skådespelare
- 2010 – Alexander Haig, 85, amerikansk general och republikansk politiker, USA:s utrikesminister 1981–1982
- 2011 – Noemí Simonetto de Portela, 85, argentinsk friidrottare
- 2012
  - Katie Hall, 73, amerikansk politiker, kongressledamot 1982–9185
  - Christoffer Schander, 51, svensk-norsk marinbiolog
- 2014 – Marianne Karlbeck, 90, svensk skådespelare
- 2017 – Mildred Dresselhaus, 86, amerikansk fysiker
- 2024 – Andreas Brehme, 63, tysk fotbollsspelare
- 2025 – David L. Boren, 83, amerikansk demokratisk politiker, guvernör i Oklahoma 1975–1979 och senator för samma delstat 1979–1994

## Svenska kalendern
I den svenska kalendern fanns inte 18–28 februari år 1753.